# Placogorgia placoderma
Placogorgia placoderma är en korallart som först beskrevs av Nutting 1910.  Placogorgia placoderma ingår i släktet Placogorgia och familjen Plexauridae. Inga underarter finns listade i Catalogue of Life.